# Грядущее разделение
Грядущее разделение: Состояние белой Америки, 1960—2010 гг. (англ. Coming Apart: The State of White America, 1960–2010) — книга 2012 года политолога и преподавателя Американского Института Предпринимательства — Чарльза Мюррея.
Книга вошла в составленный газетой «The New York Times» список ста стоящих внимания книг 2012 года.
Книга описывает взгляды автора на экономическое разделение и моральный упадок белых американцев, которые имели место с 1960-х годов. Но в нескольких последних главах своей книги автор поясняет, что этот упадок происходил не только в этнических меньшинствах.
Мюррей описывает несколько различий, которые формируются между двумя появляющимися классами — Новый Высший класс и Новый Нижний класс — среди которых различия в сфере отношения к религии, рабочей этике, трудовых ценностей, семьи и т. д. Мюррей приводит свидетельства, что религиозность, рабочая этика, ценности труда и семьи остаются сильными или минимально ослабевают в Новом Высшем классе, тогда как те же самые ценности существенно ослабевают или совершенно исчезают в Новом Низшем классе.

## Критика
Нелл Ирвин Пэйнтер, автор «Истории белых людей» критиковала много аспектов этой книги в своей статье в Нью-Йорк Таймс.
Брайан Каплан в своём блоге EconLog, называл книгу «следующей страницей социальной науки, написанной с впечатляющим красноречием и полной захватывающей информации», одновременно критикуя её за неполноту. Каплан заключил, что, то, что он получил от книги (отличный от собственного мнения Мюррея) было традиционной проповедью добродетельного образа жизни, который хочет избавиться от его анти-элитарного характера и вместо этого представляющей элиты как образец добродетельной жизни, проповедуемой им. По мнению Каплана, пессимизм Мюррея был преувеличением и результатом близорукого сосредоточения на отдельных определениях: для примера, Мюррей сосредотачивается на очевидном упадке в брачном благополучии, не взирая, что в целом благополучие продолжалось почти постоянно в течение этого же периода. Позднее, Каплан написал статью в своем блоге, попытавшись согласовать «Грядущее разделение» (которое обличало упадок морального характера) с двумя другими книгами Мюррея: «Потерянная земля» (обвиняющая состоятельные государства и стимулирование их подъема) и «The Bell Curve» (в которой он упрекал когнитивную стратификацию и трудности, которые возрастающая усложнённость современной жизни представляет перед малообразованными людьми).
Статистик Андрей Гельман написал большое обозрение «Грядущего разделения» в своем блоге.
Книга была также описана Томасом Эдсаллом в «The New York Times», Дэвидом Фрумом в «The Daily Beast», Роджером Дэвидом в «Западном ежеквартальнике».